# Condado de Calhoun (Virgínia Ocidental)

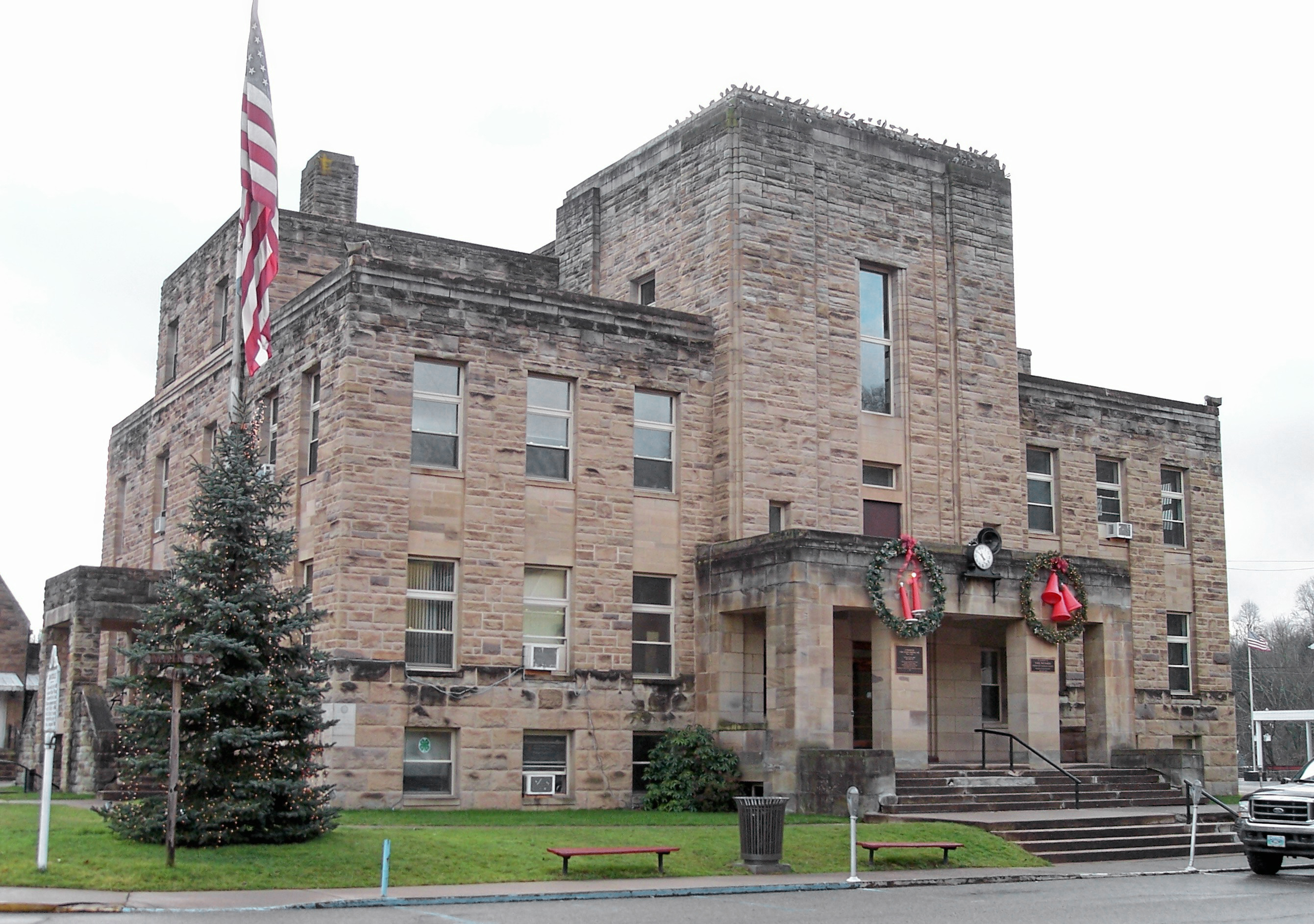
Tribunal do condado de Calhoun em Grantsville, Virgínia Ocidental

O Condado de Calhoun é um dos 55 condados do estado norte-americano da Virgínia Ocidental. A sede do condado é Grantsville, que é também a sua maior cidade. O condado tem uma área de 728 km² (dos quais 0 km² estão cobertos por água), uma população de 7582 habitantes, e uma densidade populacional de 10,5 hab/km² (segundo o censo nacional de 2000). O condado foi fundado em 1856 e e recebeu o seu nome em homenagem a John Caldwell Calhoun (1783-1850), que foi vice-presidente dos Estados Unidos.